# Helicops modestus
Espèce
Synonymes
- Tachyplotus hedemanni Reinhardt, 1866
- Helicops assimilis Reinhardt, 1866

Helicops modestus  est une espèce de serpents de la famille des Dipsadidae.

## Répartition
Cette espèce est endémique du Nord du Brésil. Elle se rencontre dans les États du Minas Gerais, du District fédéral, de Bahia et de Goiás.

## Description
C'est un serpent venimeux.

## Publication originale
- Günther, 1861 : On the ophidian genus Helicops. Annals and magazine of natural history, sér. 3, vol. 7, p. 425-428 (texte intégral).